# Карл Фуцік
Карл Фуцік (нім. Karl Fucik; 10 жовтня 1885, Відень — 10 листопада 1956, Відень) — австро-угорський, австрійський і німецький офіцер, генерал-майор вермахту.

## Біографія
18 серпня 1905 року вступив в австро-угорську армію. Учасник Першої світової війни, після завершення якої продовжив службу в австрійській армії. З 1 червня 1937 року — офіцер штабу 2-го піхотного полку. Після аншлюсу 15 березня 1938 року автоматично перейшов у вермахт. З 1 квітня 1938 року — командир 1-го батальйону 134-го піхотного полку, з 1 червня 1939 року — 29-го, з 26 серпня 1939 року — 457-го, з 5 жовтня 1940 року — 416-го піхотного полку. 3 червня 1941 року відправлений в резерв ОКГ, а 31 липня звільнений у відставку.

## Звання
- Кадет-заступник офіцера (18 серпня 1905)
- Лейтенант (1 листопада 1906)
- Оберлейтенант (1 травня 1912)
- Гауптман (1 липня 1915)
- Титулярний майор (1 січня 1921)
- Штабс-гауптман (23 червня 1923)
- Майор (22 червня 1927)
- Оберстлейтенант (25 серпня 1933)
- Оберст (1 лютого 1939)
- Генерал-майор (1 липня 1914)

## Нагороди
- Ювілейний хрест
- Срібна і бронзова медаль «За військові заслуги» (Австро-Угорщина) з мечами
- Хрест «За військові заслуги» (Австро-Угорщина) 3-го класу з військовою відзнакою і мечами
- Орден Залізної Корони 3-го класу з військовою відзнакою і мечами
- Військовий Хрест Карла
- Медаль «За поранення» (Австро-Угорщина) для інвалідів
- Пам'ятна військова медаль (Австрія) з мечами
- Пам'ятна військова медаль (Угорщина) з мечами
- Хрест «За вислугу років» (Австрія) 2-го класу для офіцерів (25 років)
- Золотий почесний знак «За заслуги перед Австрійською Республікою»
- Почесний хрест ветерана війни з мечами
- Медаль «За вислугу років у Вермахті» 4-го, 3-го, 2-го і 1-го класу (25 років)
- Нагрудний знак «За поранення» в чорному